# Deux Singes ou ma vie politique
Deux Singes ou ma vie politique est un roman autobiographique de François Bégaudeau paru en 2013.

## Résumé
Dans ce roman roman autobiographique, François Bégaudeau revient sur sa passion politique, sa formation et son évolution dans le temps. Il met notamment l'émergence de son goût pour la politique sur le compte de l'amour des mots, maniés par son père, militant communiste. L'auteur raconte dans le dernier chapitre sa cohabitation avec un singe nommé Boubou.